# Vít z Thouars
Vít z Thouars (fr. Guy de Thouars, † 13. dubna 1213, Chemillé) byl třetí manžel bývalé bretaňské vévodkyně Konstancie a v letech 1203-1206 regent bretaňského vévodství.
Guy se narodil jako třetí syn vikomta Geoffroye IV. z Thouars a Aimé, dcery Huga z Lusignanu a zřejmě roku 1199 se stal manželem Konstancie Bretaňské, která roku 1196 přenechala vládu v Bretani svému synovi Arturovi. Pár spolu měl dvě dcery a Konstancie krátce po druhém porodu v roce 1201 zemřela.
Dědic Artur Bretaňský byl zřejmě zavražděn, jeho sestra Eleonora na příkaz anglického krále uvězněna a bretaňští baroni i duchovenstvo po Arturově smrti uznali dědická práva malé Alice. Vít z Thouars se stal regentem až do roku 1206, kdy regentství převzal francouzský král Filip II. Vít zemřel roku 1213 a byl pohřben po boku své první choti v klášteře Notre-Dame Villeneuve u Nantes.